# Inecuación
Una inecuación es una desigualdad algebraica en la cual los conjuntos (miembros) se encuentran relacionados por los signos {\displaystyle <} (menor que), {\displaystyle \leq } (menor o igual que), {\displaystyle >} (mayor que) y {\displaystyle \geq } (mayor o igual que). Por ejemplo:
{\displaystyle 2x<2} o {\displaystyle 3x-2<9}
Estas expresiones algebraicas son inecuaciones siempre y cuando las variables tomen valores que satisfagan la desigualdad.
Del mismo modo en que se hace la diferencia entre igualdad y ecuación, una inecuación que es válida para todas las variables se llama inecuación incondicional y las que son válidas solo para algunos valores de las variables se conocen como inecuaciones condicionales. Los valores que verifican la desigualdad, son sus soluciones.
- Ejemplo de inecuación incondicional: {\displaystyle |x|\leq |x|+|y|}.
- Ejemplo de inecuación condicional:  {\displaystyle -2x+7<2}.

## Clasificación
Los criterios más comunes de clasificación del ejemplo: {\displaystyle x<0}.
- De dos incógnitas. Ejemplo: {\displaystyle x<y}.
- De tres incógnitas. Ejemplo: {\displaystyle x<y+z}.
- etc.

Según la potencia de la incógnita,
- De primer grado o lineal. Cuando el mayor exponente de la incógnita de la inecuación es uno. Ejemplo: {\displaystyle x+1<0}.
- De segundo grado o cuadrática. Cuando el mayor exponente de cualquiera de sus incógnitas es dos. Ejemplo: {\displaystyle x^{2}+1<0}.
- De tercer grado o cúbica. Cuando el mayor exponente de cualquiera de sus incógnitas es tres. Ejemplo: x^3 + 1 < 0.

- etc.

## Inecuaciones de segundo grado con una incógnita
Se expresan a través de cualquiera de las desigualdades siguientes (con a, b y c números reales, y a distinto de cero):
- {\displaystyle ax^{2}+bx+c<0}
- {\displaystyle ax^{2}+bx+c\leq 0}
- {\displaystyle ax^{2}+bx+c>0}
- {\displaystyle ax^{2}+bx+c\geq 0}
- {\displaystyle a\neq 0}

## Sistema de Inecuaciones

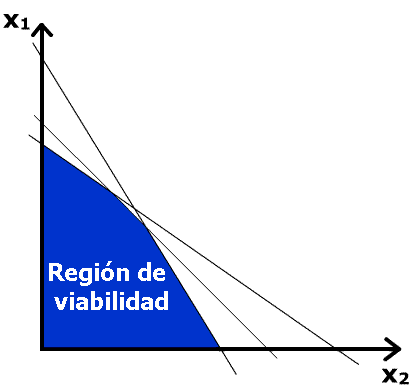
La región de viabilidad en un problema de programación lineal está definida por un sistema de inecuaciones.

En un sistema de inecuaciones intervienen dos o más inecuaciones. No todos los sistemas de inecuaciones tienen solución.

### Sistema de inecuaciones de primer grado con una incógnita
Es un conjunto de inecuaciones de primer grado
{\displaystyle \left\{{\begin{array}{rcrcrcr}ax+b<0\\cx+d\geq 0\\...\\lx+m>0\\\end{array}}\right.}

La solución del sistema será el conjunto de números reales que verifican a la vez todas las inecuaciones.